# Großklein
Großklein – gmina targowa w Austrii, w kraju związkowym Styria, w powiecie Leibnitz. Liczy 2261 mieszkańców (1 stycznia 2015).